# Homoneura birdi
Homoneura birdi är en tvåvingeart som beskrevs av Miller 1977. Homoneura birdi ingår i släktet Homoneura och familjen lövflugor. Inga underarter finns listade i Catalogue of Life.